# Taiyutyla clarki
Taiyutyla clarki är en mångfotingart som beskrevs av Shear 1976. Taiyutyla clarki ingår i släktet Taiyutyla och familjen Conotylidae. Inga underarter finns listade i Catalogue of Life.